# سیارک ۱۳۶۹۰
سیارک ۱۳۶۹۰ (به انگلیسی: 13690 Lesleymartin، نامگذاری:1997RG9) سیزده هزار و ششصد و نودمین سیارک کشف شده‌است که در ۸ سپتامبر ۱۹۹۷ کشف شد.
قدر مطلق سیارک برابر ۳۵.۴ است.